# VASI
Das VASI (Visual Approach Slope Indicator) ist ein optisches System, welches die Piloten bei der Einhaltung des Gleitpfades im Anflug auf eine Landebahn unterstützt und Anflüge bei Nacht vereinfacht. Das System zeichnet sich vor allem durch seine einfache Handhabung aus, ist allerdings auf eine genügende Flugsicht angewiesen. Ein VASI gemäß ICAO-Annex 14 Chapter 5.3.5 ist für Flugplätze nur dann vorgeschrieben, wenn einer von fünf Punkten aus dem Annex 14 (u. a. Nutzung des Flugplatzes durch Turbojets oder höher und IFR-Anflugverfahren) erfüllt ist, ansonsten ist eine VASI-Anlage nicht zwingend erforderlich.

## VASI – Visual Approach Slope Indicator

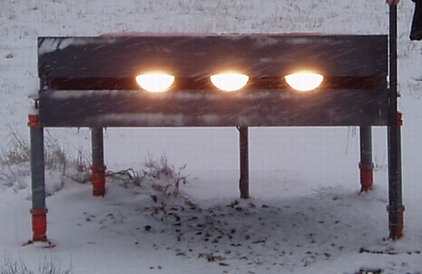
Eine einzelne VASI-Einheit

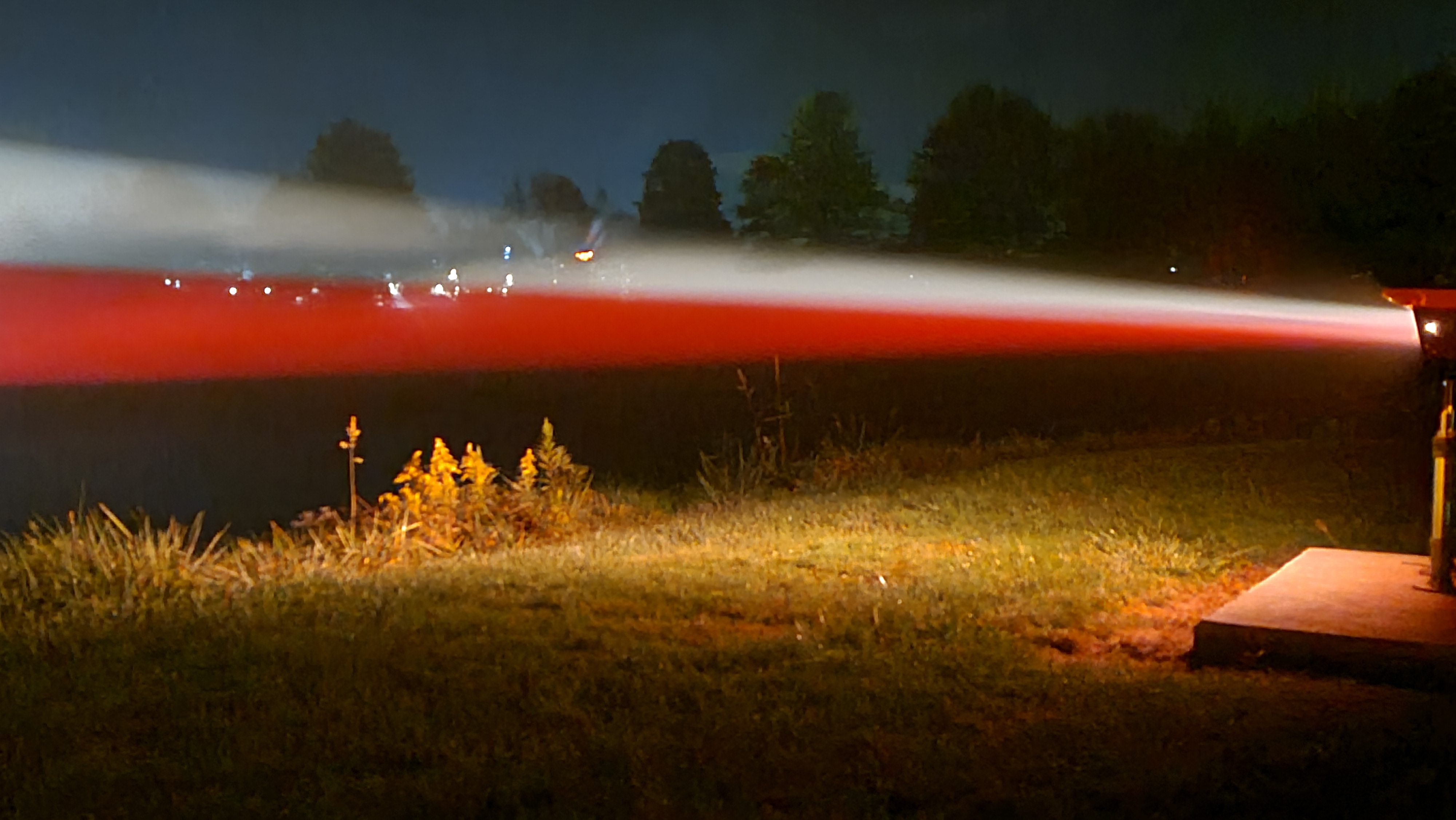
Seitenansicht einer VASI-Einheit

Das VASI besteht aus zwei Einheiten mit je zwei Lichtbalken (es wird deshalb auch Two-Bar-VASI genannt), die entweder Rot oder Weiß signalisieren, je nach Flughöhe des Piloten. Die erste Einheit befindet sich am Anfang der Landebahn, die zweite Einheit befindet sich einige Meter dahinter. Jeder Lichtbalken besteht aus jeweils drei Leuchten (siehe Bild). Die Farben werden nicht aktiv geändert, der Pilot sieht nur je nach Höhenwinkel zu den Leuchten das VASI in verschiedenen Farben. VASI gibt einen Gleitpfad in einem Bereich von 10° nach unten und oben vom Gleitpfad an und reicht bis zu 6,5 km weit.
Die Funktionsweise ist einfach: Fliegt der Pilot zu tief an, unterhalb des korrekten Gleitpfads, so signalisiert ihm VASI eine Rot-über-Rot-Kombination. Der korrekte Gleitpfad wird mit Rot-über-Weiß angezeigt. Wenn der Pilot dagegen zu hoch anfliegt, sieht er eine Weiß-über-Weiß-Kombination.
Hierzu gibt es die vier scherzhaften, unter Piloten verbreiteten Merksätze:
- „Red over red, you'll clonk/lose your head“ (Rot über rot und bald bist du tot.)
- „Red over white, you're alright“ (Rot über weiß, erster Preis.)
- „White over white, you'll soon be out of sight“ (Weiß über weiß und du landest im Mais.)
- "Four times red, you fly in your death." (Viermal rot fliegst du in den Tod.)

Neben dem Two-Bar-VASI gibt es noch ein Three-Bar-VASI, das vorwiegend auf Flugplätzen zu finden ist, die mehrere Flugzeugklassen anfliegen. Im Prinzip kombiniert man dazu lediglich zwei VASI-Systeme zu einem, wobei dann ein High Glideslope (3,25°, HG) und ein Low Glideslope (3°, LG) angezeigt wird. Für den HG wird dann einfach der untere und für den LG der obere VASI-Balken ignoriert.
Das dritte VASI ist das Pulsating VASI, das nur aus einer VASI-Einheit besteht. Ist der Pilot auf seinem Gleitpfad, wird ein weißes Licht sichtbar. Bei zu hohem Anflug fängt das weiße Licht an zu pulsieren. Ein zu tiefer Anflug wird durch ein rotes Dauerlicht angezeigt, und ein pulsierendes rotes Licht bedeutet eine viel zu geringe Flughöhe, man ist also extrem unter seinem Gleitpfad.
Als letztes Mitglied in der VASI-Familie gibt es das Dreifarben-VASI. Über dem Gleitpfad wird gelb signalisiert, auf dem Gleitpfad grün, und ein zu tiefer Anflug ist in rot dargestellt.

## PAPI – Precision Approach Path Indicator

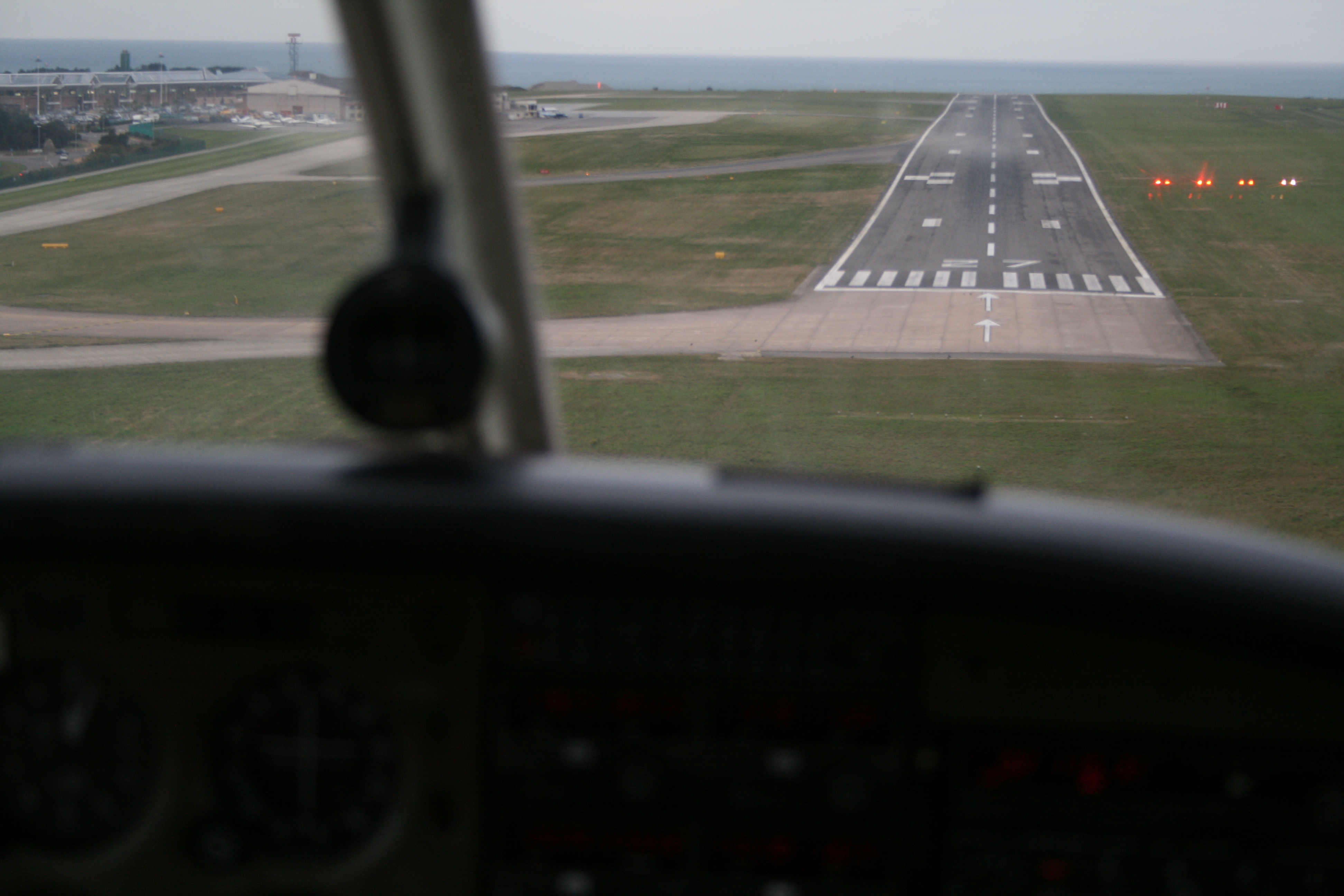
PAPI-Anzeige bei zu niedrigem Anflug (3× rot) aus Sicht des Piloten

PAPI, zu deutsch „Präzisions-Anflug-Gleitwinkelbefeuerung“, ist eine andere Form des VASIs. Hier gibt es lediglich eine Einheit, die vier Lichter beinhaltet. Diese Lichter sind nebeneinander angeordnet, funktionieren aber prinzipiell wie ein VASI.
| PAPI | Anflugwinkel                          |
| ---- | ------------------------------------- |
| _    | > 3 Grad 30 Minuten                   |
| _    | 3 Grad 10 Minuten – 3 Grad 30 Minuten |
| _    | 2 Grad 50 Minuten – 3 Grad 10 Minuten |
| _    | 2 Grad 30 Minuten – 2 Grad 50 Minuten |
| _    | < 2 Grad 30 Minuten                   |

(Ohne Harmonisierung mit einem ILS. Bei Vorhandensein eines ILS sind die Winkeleinstellungen leicht geändert). Die PAPI ist als optische Hilfe nur bis zu einer Höhe von 200 ft über Schwelle bestimmt.
Die PAPI-Anlagen werden bei CAT-II/III-Anflügen ausgeschaltet.

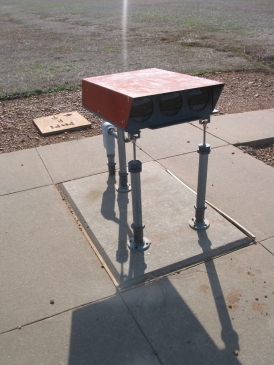
PAPI-Einheit

PAPI-Anzeige (rechts stehend)

Prinzipskizze Funktionsweise (Längsschnitt)
1 = Achse
2 = Lichtquelle
3 = Filter-rot
4 = Linsen
5/6 = Lichtstrahl weiß/rot

## APAPI – Abbreviated Precision Approach Path Indicator
APAPI ist eine vereinfachte Form des PAPIs, die lediglich zwei nebeneinander angeordnete Lichter beinhaltet. Ein korrekter Anflugwinkel wird durch ein rotes und ein weißes Licht angezeigt. Zwei rote Lichter bedeuten einen zu flachen Anflug, zwei weiße Lichter bedeuten einen zu steilen Anflug. Dieses System ähnelt VASI sehr.